# Lanko•Grand Hyatt Hotel

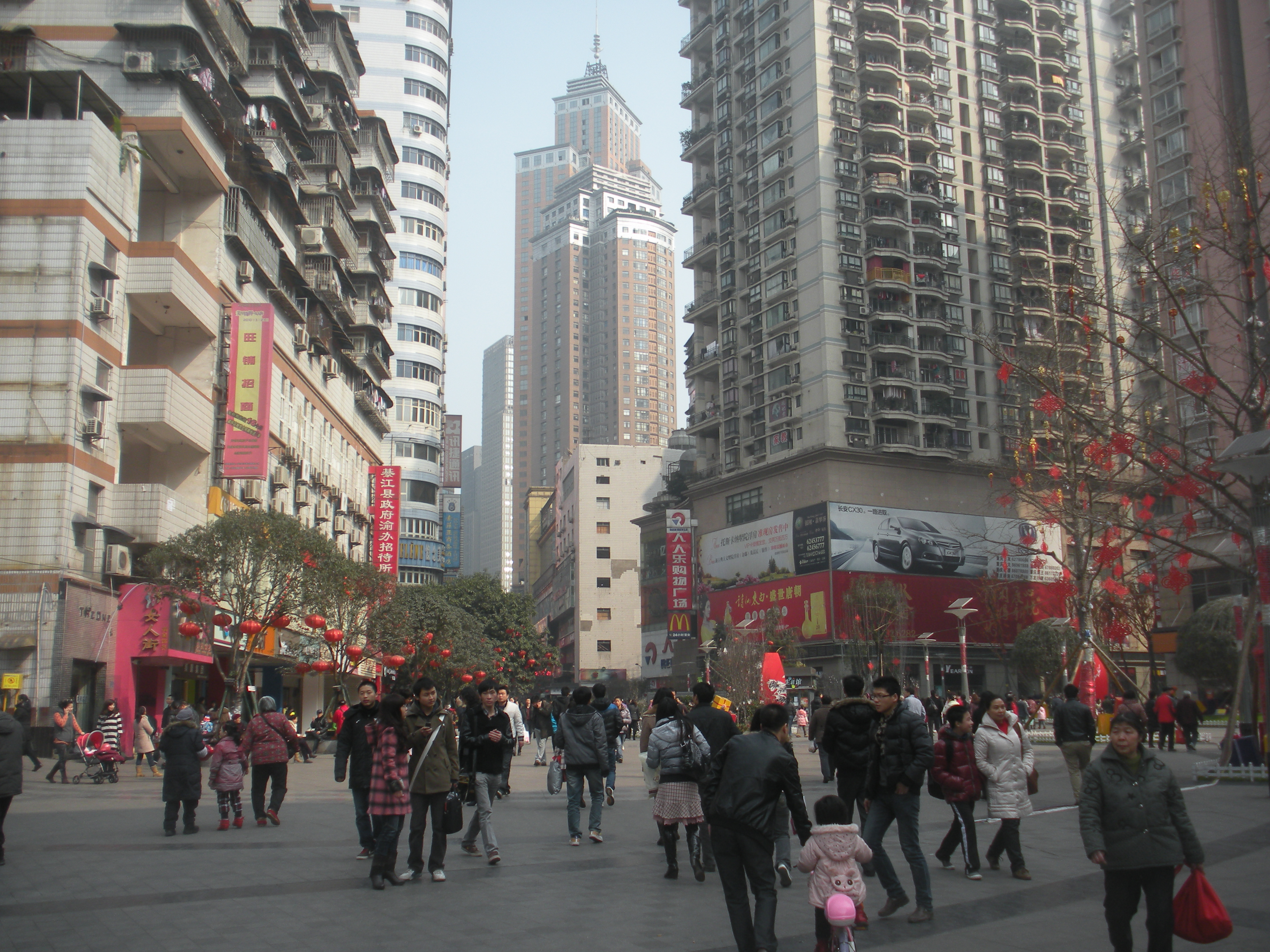
Imagen del distrito de Nan'an, con los dos edificios del complejo Lanko•Hyatt en el fondo (centro)

El Lanko•Grand Hyatt Hotel (en chino simplificado, 浪高君悦大酒店; pinyin, Lànggāo jūnyuè dà jiǔdiàn) es un rascacielos de 258 m de altura y 56 plantas situado en Chongqing, China. Concretamente, está ubicado en la Nanping Road, en el Distrito de Nan'an. La construcción comenzó en 2000 y finalizó en 2004. Forma parte del complejo Lanko•Hyatt, que también contiene una torre de oficinas de 158 m de altura y 41 plantas, llamada Lanko•Hyatt Business Mansion, a la que está conectada mediante un podio de seis plantas. Tiene un diseño postmoderno bastante conservador y su fachada muestra colores apagados. Está coronado por una antena; si no se incluye, la altura de azotea es de 226 m. Es el cuarto edificio más alto de Chongqing, el 59.º más alto de China y el décimo hotel más alto del mundo.